# Valle de Oca
Valle de Oca es un municipio en la comarca de Montes de Oca, al nordeste de la provincia de Burgos, comunidad autónoma de Castilla y León (España).

## Geografía

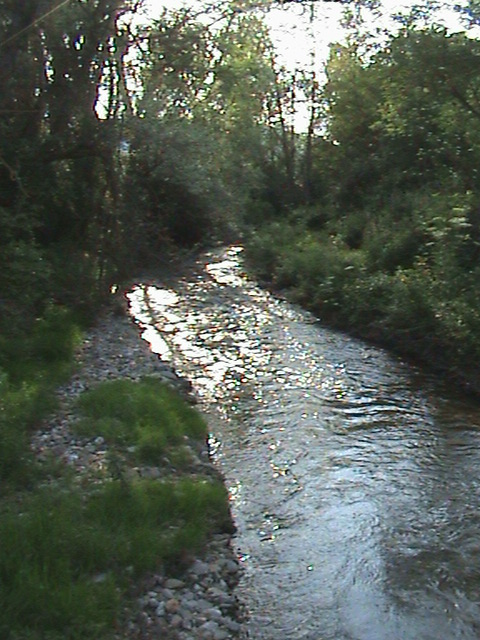
Cauce del río Oca a su paso por la población de Villalbos.

Entre 1858 y 1969 se crea el municipio "Valle de Oca" agrupando seis poblaciones:
- Cueva Cardiel
- Villalmóndar
- Villalbos
- Villanasur Río de Oca
- Villalómez
- Mozoncillo de Oca

Formando un área de 38,47 km² con una población de 199 habitantes (INE 2008) y una densidad de 5,17 hab/km².
Los 6 pueblos que conforman el Municipio del Valle de Oca más las localidades de Ocón de Villafranca y Alcocero de Mola se extienden a lo largo de la carretera comarcal BU-703 que une la carretera N-120 (Villafranca Montes de Oca) con la carretera N-I (Castil de Peones).
La carretera BU-703 se extiende en paralelo al oeste del río Oca, afluente del Ebro por su margen derecho; río Oca que, a su vez, da nombre al valle.
El municipio del Valle de Oca compuesto de 6 Entidades Locales Menores, cuya casa consistorial se encuentra en Villanasur Río de Oca, y pertenece al partido judicial de Belorado.
De los 6 núcleos de población que forman el Valle de Oca, en las Elecciones Generales del 2007, los representantes elegidos fueron: 3 alcaldes del PSOE (Villanasur, Villalómez y Cueva Cardiel), 1 alcalde del PP (Villalbos) y 2 "Sin Datos" (Villalmóndar y Mozoncillo).

## Demografía
Valle de Oca cuenta con una población de 165 habitantes (INE 2024).
| Gráfica de evolución demográfica de Valle de Oca entre 1930 y 2021 |
| |
| Población de derecho según los censos de población del INE. Población de hecho según los censos de población del INE.Entre el censo de 1930 y el anterior, aparece este municipio porque se fusionan los municipios Cueva Cardiel, Villalbos, Villalómez y Villanasur Río de Oca. |

| 1991 |  | 1996 |  | 2001 |  | 2004 |  | 2007 |  | 2021 |
| ---- |  | ---- |  | ---- |  | ---- |  | ---- |  | ---- |
| 223  |  | 221  |  | 226  |  | 226  |  | 204  |  | 169  |

## Historia
Hasta mediados del siglo IX, el Valle del Oca estaba prácticamente despoblado, apenas era un lugar de paso de las correrías árabes entre los frentes cristianos leonés y navarro. Hacia el año 836 apareció por estos parajes el sacerdote Cardello con familiares, compañeros y exploradores; traía libros y enseres y arreaban una punta de ovejas, vacas y yeguas. Cardello venía de la Montaña, en la cabecera del río Asón y, al llegar a este valle, fundó a orillas del río, la población de Cueva Cardiel (Cardello).
Más tarde, en la primera mitad del siglo X, aparecieron por estos parajes los Ansúrez, fundando y poblando Villanasur Río de Oca; y, un conde castellano conocido en el mundo mozárabe como Abolmondar Albo, fundador y poblador de las localidades de Villalmóndar y Villalbos. En el Episodio Tebular, tanto Fernando Ansúrez como Abolmondar Albo fueron encarcelados por el rey Orduño por no participar junto a leoneses y navarros en la Batalla de Valdejunquera. Lo que reafirma que la convivencia era tranquila entre moros y cristianos en este valle.

## Monumentos y lugares de interés

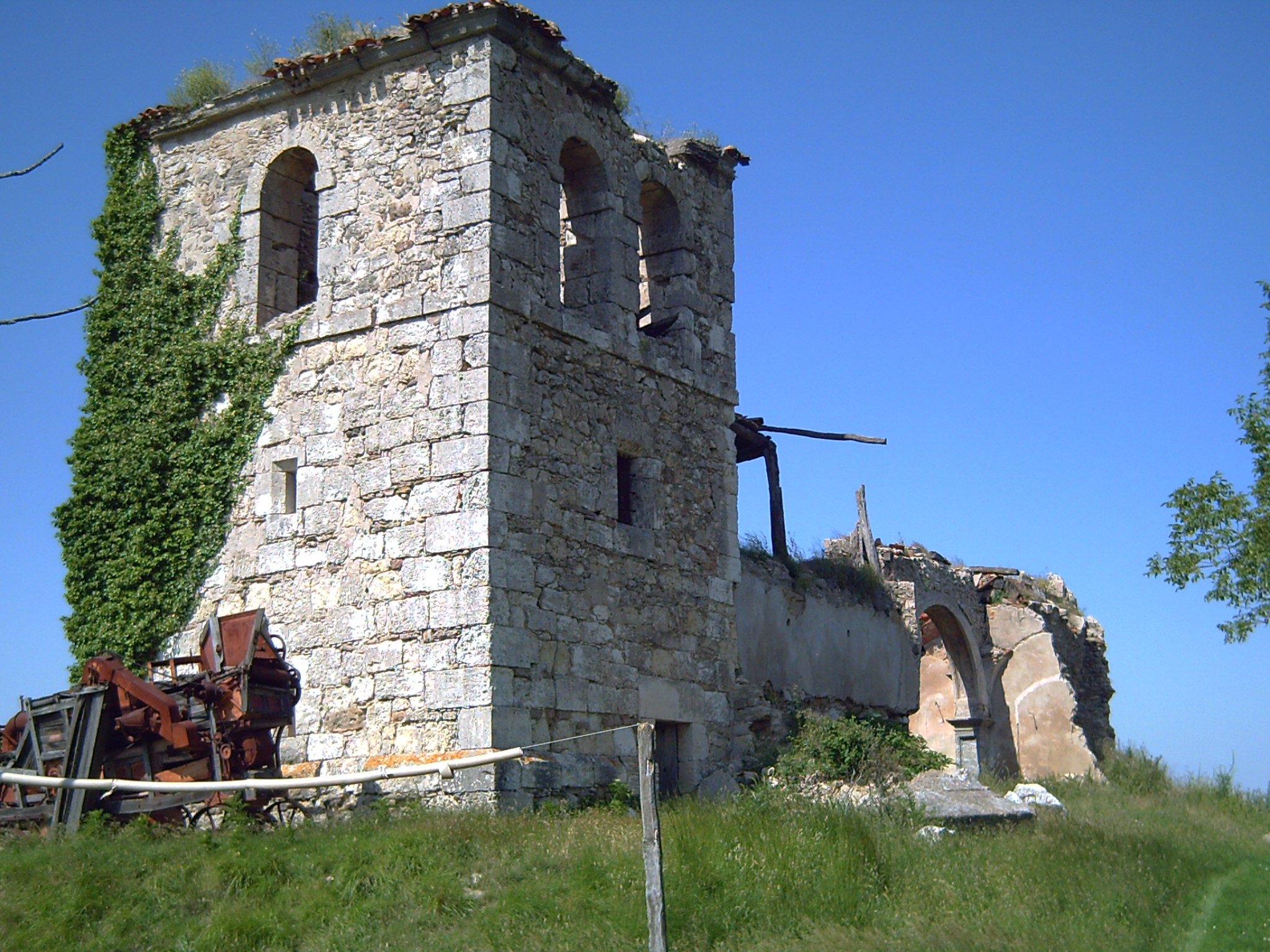
Ruinas de la iglesia de Mozoncillo de Oca
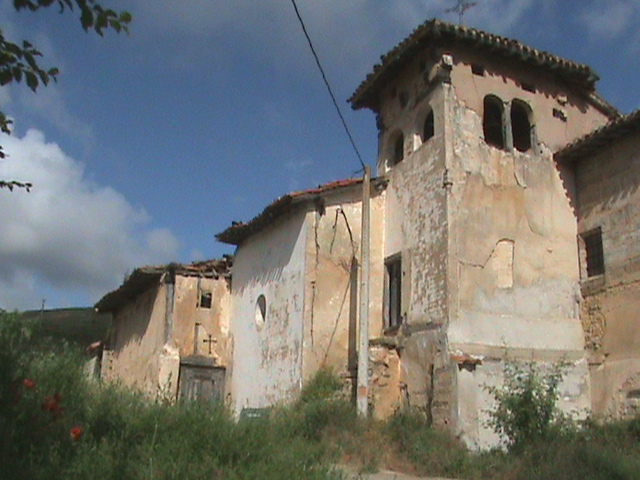
Iglesia de Villalbos
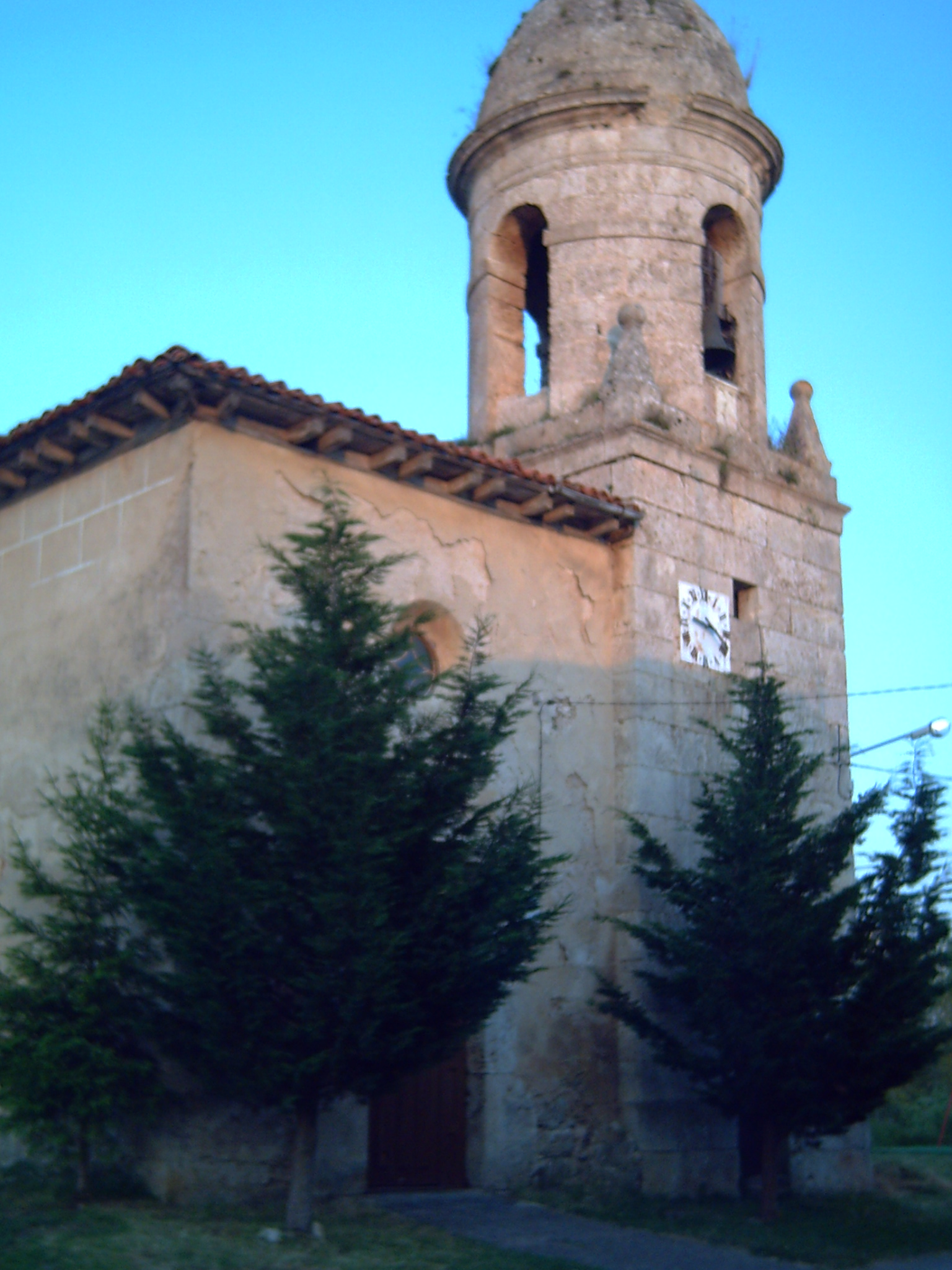
Iglesia de Villalmóndar

## Cultura

### Deportes
La caza y la pesca fueron actividades que se podían desarrollar en los períodos y zonas indicadas.
El juego de la "Tuta y los Tejos" era la actividad deportiva autóctona de estas poblaciones, principalmente, con gran arraigo en Villalómez, Villalbos y Villanasur Río de Oca.
La "Pelota Vasca" tenía su actividad en los frontones de Cueva Cardiel y Villalómez.

### Fútbol
A mediados de los años 80, se formó durante el período estival un equipo de fútbol llamado "Valle de Oca CF", la equipación como local era camiseta verde y su feudo, el campo de fútbol de tierra, estaba situado en "El Pecho" (entre Villalbos y Villanasur). El "Valle de Oca C.F." participó en una liguilla local contra poblaciones como Tosantos, Villafranca, Cerezo, etc. y aunque su actitud fue siempre digna, contaron sus encuentros con derrotas. Tras un último partido de despedida de "solteros" contra "casados", el equipo desapareció.